# Ghost Brigade
Ghost Brigade fue una banda de doom metal formada en 2005 y originaria de Jyväskylä, Finlandia. La banda estaba conformada por cinco integrantes más un teclista de sesión.

## Historia
Ghost Brigade se formó en 2005 y un tiempo más tarde, en 2006, sacaron una demo que contenía 4 pistas. En ella Aleksi Munter, del grupo Swallow the Sun, fue el encargado de los teclados durante las sesiones de grabación del disco, mientras que Fredrik Nordin, integrante de la banda de stoner rock Dozer, también participó haciendo los coros en una de las canciones. En 2007 lanzaron al fin su álbum de debut bajo el título de Guided by Fire. El álbum fue lanzado a la venta el 25 de septiembre de 2007 de la mano de la discográfica Season of Mist obteniendo muy buenas críticas en su país. 
Su segundo disco Isolation Songs salió el 3 de agosto de 2009 en Europa y el 25 de agosto en Estados Unidos también gracias a la misma compañía discográfica de su primer álbum, cosechando bastantes éxitos entre la crítica y el público.
A principios de febrero del 2010, fueron confirmados para participar en el Wacken Open Air tour, que tiene lugar en Wacken, Schleswig-Holstein, en el norte de Alemania. Este tour es conocido por ser uno de los mayores festivales de Heavy metal, incluyendo más de 60 bandas.
El 23 de agosto de 2011 lanzaron su tercer disco de estudio Until Fear No Longer Defines Us, al que siguió un par de temas reinterpretados de ese último álbum bajo el nombre de In the Woods 7", y lanzado años después, el 19 de agosto de 2014. Meses más tarde, a finales de ese mismo año, fue lanzado su último álbum de estudio IV: One with the Storm el 11 de noviembre de 2014.
El 9 de diciembre de 2015, tras 10 años juntos, los miembros de la banda anunciaron mediante un comunicado en su página de Nihil Industry la decisión de tomarse un hiato por tiempo indefinido.

## Miembros de la banda
- Manne Ikonen - voces
- Tommi Kiviniemi - guitarra líder

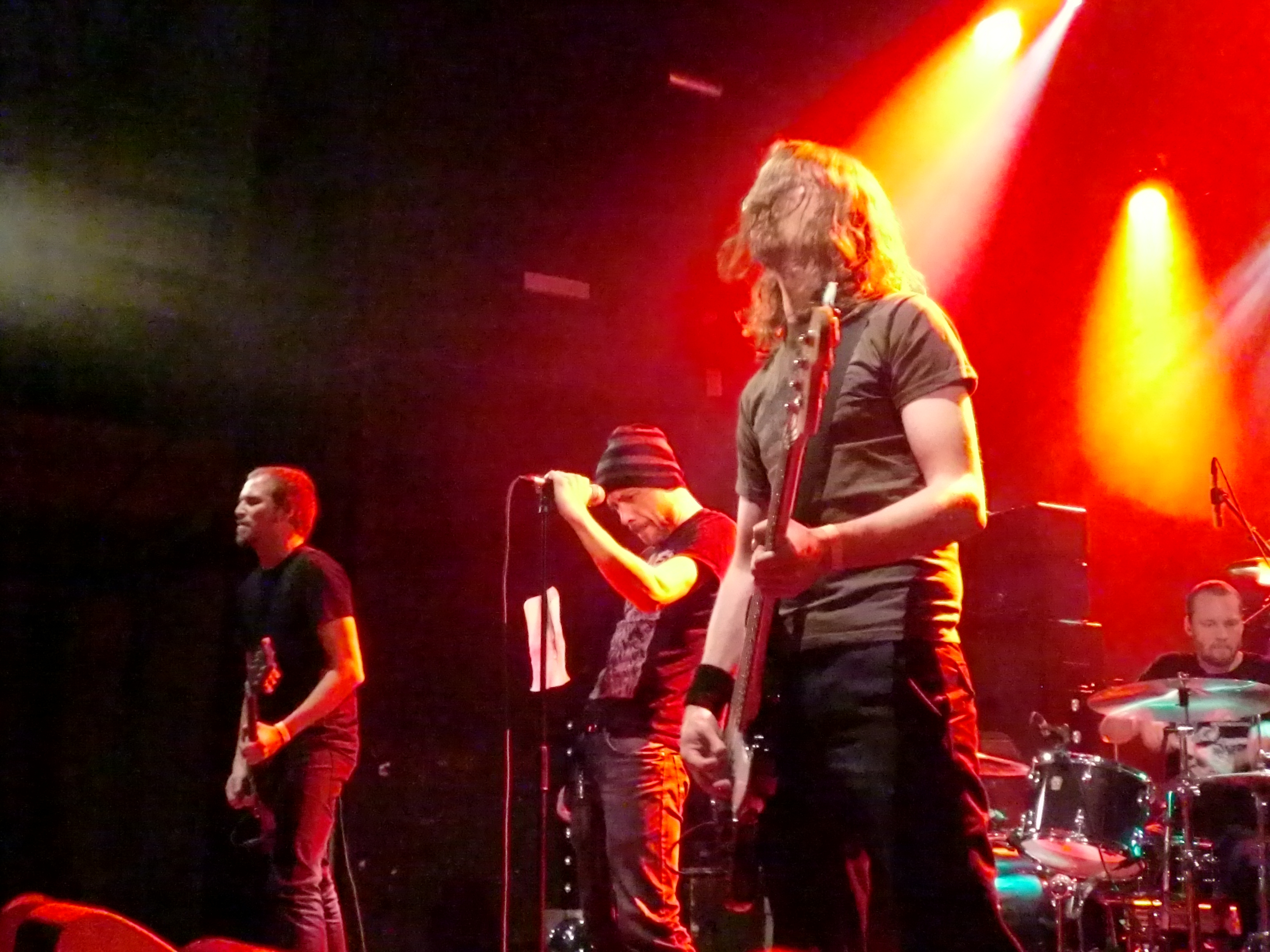
Ghost Brigade en Tivoli (Países Bajos), 10 de noviembre de 2009.

- Wille Naukkarinen - guitarra rítmica
- Veli-Matti Suihkonen - batería
- Janne Julin - bajo
- Joni Vanhanen - teclados

## Discografía

### Álbumes de estudio
- Guided By Fire, 2007
- Isolation Songs, 2009
- Until Fear No Longer Defines Us, 2011
- IV-One With The Storm, 2014

### Otros álbumes
- Demo, 2006
- In the Woods 7", 2014